# Abbaye d'Humocaro
L'abbaye d'Humocaro est un monastère de moniales trappistines situé dans la paroisse civile d'Humocaro Alto, au nord-ouest du Venezuela.

## Localisation
L'abbaye se situe à droite en entrant dans le village d'Humocaro Alto sur la route qui y conduit depuis le village d'Humocaro Bajo, au nord-est et en contrebas du pic El Turmal. 

## Histoire

### Fondation
À la fin des années 1970, deux religieuses trappistines de l'abbaye de Vitorchiano, en Italie, ressentent un appel à fonder un monastère au Venezuela. La communauté italienne, sans pouvoir les accompagner dans cette aventure, les encourage à s'y engager. La communauté est fondée en 1978,.
En 1987, l'abbaye italienne est en mesure de prendre la responsabilité d'Humocaro et d'y envoyer plusieurs sœurs simultanément rejoindre les deux fondatrices. Cependant, pour des raisons de proximité géographique, c'est l'abbaye de Conyers, aux États-Unis, qui assume la responsabilité d'Humocaro.
À la fin de l'année 2018, la communauté d'Humocaro envoie à son tour trois religieuses fonder le premier monastère cistercien de Colombie dans la municipalité d'El Rosal, près de Bogotá, à 2 700 mètres d'altitude.

### Liste des responsables
- Inés Simoni, supérieure du 31 mai 1985 au 30 juin 1991
- Christiana Piccardo (ancienne abbesse de Vitorchiano de 1964 à 1988[4]), prieure du 30 juin 1991 à 1997, puis abbesse de cette date à 2002
- Anamaría Montero, abbesse du 10 juillet 2002 au 10 juillet 2008
- Paola Pavoletti, abbesse depuis le 10 juillet 2008[1],[5],[6].

## Communauté
La communauté des trappistines compte une trentaine de sœurs, qui vivent de la production et de la vente de café, mais aussi de la  confection de pâtes alimentaires artisanales et de la réalisation de cartes de vœux.
La communauté a construit une hôtellerie qui peut accueillir dix-neuf personnes dans neuf chambres, ainsi qu'un vaste dortoir pour cinquante personnes.